# Circondario di Verolanuova
Il circondario di Verolanuova era uno dei cinque circondari in cui era suddivisa la provincia di Brescia, esistito dal 1859 al 1926.

## Storia
In seguito all'annessione della Lombardia dal Regno Lombardo-Veneto al Regno di Sardegna (1859), fu emanato il decreto Rattazzi, che riorganizzava la struttura amministrativa del Regno, suddiviso in province, a loro volta suddivise in circondari. Il circondario di Verolanuova fu creato come suddivisione della provincia di Brescia.
Con l'Unità d'Italia (1861) la suddivisione in province e circondari fu estesa all'intera Penisola, lasciando invariate le suddivisioni stabilite dal decreto Rattazzi.
Il circondario di Verolanuova era originariamente il VI della provincia di Brescia. In seguito alla soppressione del circondario di Castiglione, i cui comuni passarono in parte alla provincia di Mantova (1868), Verolanuova divenne il V circondario bresciano.
Nel 1887 il circondario di Verolanuova cedette il comune di Isorella al circondario di Brescia.
Il circondario di Verolanuova venne soppresso nel 1926 e il territorio assegnato al circondario di Brescia.

## Geografia antropica

### Suddivisioni amministrative
Nel 1863, la composizione del circondario era la seguente:
- mandamento I di Leno
  - Cigole; Fiesse; Gambara; Gottolengo; Isorella; Leno; Manerbio; Milzanello; Pavone del Mella; Porzano; Pralboino
- mandamento II di Verolanuova
  - Alfianello; Bassano; Cadignano; Cignano; Faverzano; Milzano; Offlaga; Pontevico; Quinzano d'Oglio; San Gervasio Bresciano; Seniga; Verolanuova; Verolavecchia